# Ilha de Tinharé
Die Ilha de Tinharé ist eine brasilianische Insel im Atlantik. Sie gehört zum Municipio Cairu im Bundesstaat Bahia in Brasilien. 

## Lage
Tinharé liegt weniger als einen Kilometer vom brasilianischen Festland bei Valença entfernt. Unmittelbar südlich davon liegt die Ilha de Boipeba, und westlich die Ilha de Cairu. Die Insel erstreckt sich 23,1 km in Nord-Süd-Richtung und erreicht im Norden mit 14,5 km ihre größte Breite, der Süden der Insel erreicht nur 5 km Breite.

## Infrastruktur
Der Haupthafen der Insel ist Morro de São Paulo an der Nordspitze der Insel. Die Insel ist per Fähre erreichbar. Morro de São Paulo wird mehrmals täglich in einem 20-minütigen Flug mit Aereo-Taxi angeflogen. Mit dem Katamaran fährt man ca. zwei Stunden. Auf der gesamten Insel ist jede Art von Kraftfahrzeugverkehr nicht gestattet.

## Sehenswertes
- Verfallene Festung aus dem Jahre 1630. 1822 war sie Stützpunkt des englischen Lord Cochrane, der Brasilien beim Unabhängigkeitskrieg unterstützte.[1]
- Kirche Nossa Senhora da Luz aus dem 19. Jh.
- Kloster Convento Santo Antônio
- Leuchtturm (Denkmalschutz)